# Larus
Larus – rodzaj ptaków z podrodziny mew (Larinae) w rodzinie mewowatych (Laridae).

## Zasięg występowania
Rodzaj obejmuje gatunki występujące na wszystkich kontynentach.

## Morfologia
Długość ciała 40–79 cm, rozpiętość skrzydeł 96–167 cm; masa ciała 290–2272 g.

## Systematyka

### Etymologia
- Larus: łac. larus „drapieżny ptak morski”, najprawdopodobniej mewa, od gr. λαρος laros „żarłoczny ptak morski”, być może mewa[16].
- Gavia: łac. gavia „niezidentyfikowany ptak morski”, być może rodzaj jakiejś mewy[17].
- Caturates: gr. κατουροω katouroō „żeglować z silnym wiatrem”[18]. Gatunek typowy: Caturates maximus T. Forster, 1827 (= Larus marinus Linnaeus, 1758).
- Laroides: rodzaj Larus Linnaeus, 1758; gr. -οιδης -oidēs „przypominający”[19]. Gatunek typowy: Larus major Brehm, 1830 (= Larus argentatus Pontoppidan, 1763).
- Lencus (Leucus): gr. λευκος leukos „biały”[20]. Gatunek typowy: Larus marinus Linnaeus, 1758.
- Plautus: łac. plautus „płaskostopy”[21]. Gatunek typowy: Larus glaucus Brünnich, 1764 (= Larus hyperboreus Gunnerus, 1767).
- Gabianus: prowansalska nazwa Gabian dla mewy[22]. Gatunek typowy: Larus pacificus Latham, 1801.
- Dominicanus: epitet gatunkowy Larus dominicanus Lichtenstein, 1823; dominikanin, jakobin lub zakonnik, w aluzji do czarnych i białych habitów lub szat noszonych przez zakonników[23]. Gatunek typowy: Larus dominicanus M.H.C. Lichtenstein, 1823.
- Glaucus: epitet gatunkowy Larus glaucus Brünnich, 1764[b]; łac. glaucus „modry, niebieskawo-szary, jasny, lśniący”, od gr. γλαυκος glaukos „niebiesko-szary, modry”[24]. Gatunek typowy: Larus glaucus Brünnich, 1764 (= Larus hyperboreus Gunnerus, 1767).
- Clupeilarus: łac. clupeus lub clipeus „okrągła tarcza, dysk”; larus „drapieżny ptak morski”, najprawdopodobniej mewa, od gr. λαρος laros „żarłoczny ptak morski”, być może mewa[25]. Gatunek typowy: Larus fuscus Linnaeus, 1758.
- Einalia: gr. ειναλιος einalios „z morza”, od ειν ein „z”; ἁλς hals, ἁλος halos „morze”[26]. Gatunek typowy: Larus argentatus Pontoppidan, 1763.
- Pacificolarus: Pacyfik; łac. larus „drapieżny ptak morski”, najprawdopodobniej mewa, od gr. λαρος laros „żarłoczny ptak morski”, być może mewa[27]. Gatunek typowy: Larus pacificus Latham, 1801.

### Podział systematyczny
Do rodzaju należą następujące gatunki:

- Larus pacificus Latham, 1801 – mewa grubodzioba
- Larus belcheri Vigors, 1829 – mewa pręgosterna
- Larus atlanticus Olrog, 1958 – mewa argentyńska
- Larus crassirostris Vieillot, 1818 – mewa japońska
- Larus heermanni Cassin, 1852 – mewa śniada
- Larus canus Linnaeus, 1758 – mewa siwa
- Larus brachyrhynchus J. Richardson, 1831 – mewa alaskańska
- Larus delawarensis Ord, 1815 – mewa delawarska
- Larus californicus Lawrence, 1854 – mewa kalifornijska
- Larus livens Dwight, 1919 – mewa meksykańska
- Larus occidentalis Audubon, 1839 – mewa zachodnia
- Larus dominicanus M.H.C. Lichtenstein, 1823 – mewa południowa
- Larus fuscus Linnaeus, 1758 – mewa żółtonoga
- Larus argentatus Pontoppidan, 1763 – mewa srebrzysta
- Larus armenicus Buturlin, 1934 – mewa armeńska
- Larus michahellis J.F. Naumann, 1840 – mewa romańska
- Larus cachinnans Pallas, 1811 – mewa białogłowa
- Larus smithsonianus Coues, 1862 – mewa popielata
- Larus glaucoides B. Meyer, 1822 – mewa polarna
- Larus schistisagus Stejneger, 1884 – mewa ochocka
- Larus glaucescens J.F. Naumann, 1840 – mewa lodowa
- Larus hyperboreus Gunnerus, 1767 – mewa blada
- Larus marinus Linnaeus, 1758 – mewa siodłata